# Critérium International 2002
Il Critérium International 2002, settantunesima edizione della corsa, si svolse dal 30 al 31 marzo su un percorso di 299 km ripartiti in 3 tappe, con partenza e arrivo a Charleville-Mézières. Fu vinto dallo spagnolo José Alberto Martínez della Euskaltel-Euskadi davanti allo statunitense Lance Armstrong e al britannico Bradley Wiggins.
Il 22 ottobre 2012 l'UCI riconosce la sanzione imposta dall'USADA a Lance Armstrong, accusato di aver utilizzato sostanze dopanti durante la sua permanenza alla US Postal Service, e conferma di fatto la cancellazione dei suoi piazzamenti e delle vittorie dall'agosto del 1998 fino al termine della carriera.  Il 26 ottobre la stessa UCI ufficializza la decisione di non attribuire ad altri corridori le vittorie ottenute dallo statunitense e nemmeno di modificare i piazzamenti degli altri corridori.

## Tappe
| Tappa  | Data     | Percorso                                                        | km   | Vincitore di tappa | Leader cl. generale   |
| ------ | -------- | --------------------------------------------------------------- | ---- | ------------------ | --------------------- |
| 1ª     | 30 marzo | Charleville-Mézières > Charleville-Mézières                     | 192  | Jean-Patrick Nazon | Jean-Patrick Nazon    |
| 2ª     | 31 marzo | Les Mazures > Monthermé                                         | 98,5 | David Moncoutié    | David Moncoutié       |
| 3ª     | 31 marzo | Charleville-Mézières > Charleville-Mézières (cron. individuale) | 8,5  | Jens Voigt         | José Alberto Martínez |
| Totale | Totale   | Totale                                                          | 299  |                    |                       |

## Dettagli delle tappe

### 1ª tappa
- 30 marzo: Charleville-Mézières > Charleville-Mézières – 192 km

| Pos. | Corridore          | Squadra | Tempo    |
| ---- | ------------------ | ------- | -------- |
| 1    | Jean-Patrick Nazon | FDJ     | 4h52'26" |
| 2    | Angelo Furlan      | Alessio | s.t.     |
| 3    | François Simon     | Bonjour | s.t.     |

| Pos. | Corridore          | Squadra | Tempo    |
| ---- | ------------------ | ------- | -------- |
| 1    | Jean-Patrick Nazon | FDJ     | 4h52'16" |
| 2    | Angelo Furlan      | Alessio | a 4"     |
| 3    | François Simon     | Bonjour | a 6"     |

### 2ª tappa
- 31 marzo: Les Mazures > Monthermé – 98,5 km

| Pos. | Corridore       | Squadra | Tempo    |
| ---- | --------------- | ------- | -------- |
| 1    | David Moncoutié | Cofidis | 2h29'58" |
| 2    | Aitor González  | Kelme   | a 2"     |
| 3    | Íñigo Cuesta    | Cofidis | a 9"     |

| Pos. | Corridore        | Squadra     | Tempo    |
| ---- | ---------------- | ----------- | -------- |
| 1    | David Moncoutié  | Cofidis     | 7h22'24" |
| 2    | Aitor González   | Kelme       | a 2"     |
| 3    | Laurent Brochard | Jean Delat. | a 9"     |

### 3ª tappa
- 31 marzo: Charleville-Mézières > Charleville-Mézières (cron. individuale) – 8,5 km

| Pos. | Corridore             | Squadra     | Tempo  |
| ---- | --------------------- | ----------- | ------ |
| 1    | Jens Voigt            | Crédit Agr. | 10'23" |
| 2    | José Alberto Martínez | Euskaltel   | a 7"   |
| 3    | Lance Armstrong       | US Postal   | a 8"   |

| Pos. | Corridore             | Squadra   | Tempo    |
| ---- | --------------------- | --------- | -------- |
| 1    | José Alberto Martínez | Euskaltel | 7h33'03" |
| 2    | Lance Armstrong       | US Postal | a 1"     |
| 3    | Bradley Wiggins       | FDJ       | a 12"    |

## Classifiche finali

### Classifica generale
| Pos. | Corridore             | Squadra   | Tempo    |
| ---- | --------------------- | --------- | -------- |
| 1    | José Alberto Martínez | Euskaltel | 7h33'03" |
| 2    | Lance Armstrong       | US Postal | a 1"     |
| 3    | Bradley Wiggins       | FDJ       | a 12"    |
| 4    | David Moncoutié       | Cofidis   | a 17"    |
| 5    | Laurent Brochard      | Jean Del. | a 19"    |
| 6    | Aitor González        | Kelme     | a 21"    |
| 7    | Íñigo Cuesta          | Cofidis   | a 25"    |
| 8    | Mario Aerts           | Lotto     | a 29"    |
| 9    | Rik Verbrugghe        | Lotto     | a 33"    |
| 10   | Bradley McGee         | FDJ       | s.t.     |